# Megan Twohey
Megan Twohey é uma jornalista norte-americana e editora do The New York Times.  Ganhou, em 2014, o Prêmio Pulitzer de Reportagem Investigativa. Em 2018, apareceu na lista de 100 pessoas mais influentes do ano pela Time.